# 수원시 을 (1988년 선거구)
수원시 을은 대한민국의 옛 국회의원 선거구이다. 당시 경기도 수원시의 일부 지역을 관할했다.

## 역사
대한민국 제13대 국회의원 선거를 앞두고 수원시·화성군 선거구에서 분리되어 신설되었다.
1988년 7월 1일에 수원시에 구제가 실시되었다. 이 과정에서 수원시 갑 선거구 지역에 장안구가 설치되었다. 이에 대한민국 제14대 국회의원 선거를 앞두고 수원시 을 선거구가 수원시 장안구 선거구로 개편되면서 폐지되었다.

## 역대 국회의원
| 선거   | 정당 | 정당         | 의원   |
| ------ | ---- | ------------ | ------ |
| 1988년 |      | 신민주공화당 | 이병희 |

## 역대 선거 결과

### 대한민국 제13대 국회의원 선거
|  | 32.24% |

|  | 29.05% |

|  | 19.60% |

|  | 16.83% |

|  | 2.26% |